# Saint Martin Parish
Saint Martin Parish (franska: Paroisse de Paroisse de Saint-Martin) är ett administrativt område, parish, i delstaten Louisiana, USA. År 2010 hade området 52 160 invånare. Administrativ huvudort är St. Martinville. Iberia Parish delar St Martin Parish i två delar.

## Geografi
Enligt United States Census Bureau så har countyt en total area på 2 115 km². 1 916 av den arean är land och 198 km² är vatten.  

### Angränsande områden
- Saint Landry Parish - norr
- Pointe Coupee Parish - nordost
- Iberville Parish - öster
- Assumption Parish - sydost
- Saint Mary Parish - sydväst
- Lafayette Parish - väster
- Iberia Parish - Söder om Övre Saint Martin / Norr om Nedre Saint Martin